# Seznam křížových cest v Jihočeském kraji
Seznam křížových cest v Jihočeském kraji představuje výčet křížových cest, které se nacházejí v Jihočeském kraji.
Je pravděpodobné, že seznam není úplný.

## Seznam
| Křížová cesta                      | Obrázek | Galerie                                                                                  | Maximální nadm. výška [m] | Délka [km] | Datum otevření | Okres             | Geosouřadnice                    |
| ---------------------------------- | ------- | ---------------------------------------------------------------------------------------- | ------------------------- | ---------- | -------------- | ----------------- | -------------------------------- |
| Borová Lada                        |         | Kategorie „Stations of the Cross in Borová Lada“ na Wikimedia Commons                    | 900                       | 0,1        | 1860           | Prachatice        | 48°59′10″ s. š., 13°40′7″ v. d.  |
| Cetviny                            |         | Kategorie „Stations of the Cross in Cetviny“ na Wikimedia Commons                        | 715                       | 1          | 1883           | Český Krumlov     | 48°36′18″ s. š., 14°33′37″ v. d. |
| Český Krumlov                      |         | Kategorie „Stations of the Cross in Český Krumlov“ na Wikimedia Commons                  | 623                       | 1          | 1740           | Český Krumlov     | 48°48′10″ s. š., 14°19′23″ v. d. |
| Čestice                            |         | Kategorie „Calvary in Čestice“ na Wikimedia Commons                                      | 595                       |            | 1626           | Strakonice        | 49°10′3″ s. š., 13°47′55″ v. d.  |
| Dobrá Voda u Českých Budějovic     |         | Kategorie „Stations of the Cross in Dobrá Voda u Českých Budějovic“ na Wikimedia Commons | 450                       |            | 1839           | České Budějovice  | 48°58′3″ s. š., 14°31′45″ v. d.  |
| Dunajovická hora                   |         | Kategorie „Stations of the Cross in Dunajovická hora“ na Wikimedia Commons               | 497                       | 1,3        | 1885           | Jindřichův Hradec | 49°1′24″ s. š., 14°41′53″ v. d.  |
| Frymburk                           |         |                                                                                          | 830                       | 1          | 1894           | Český Krumlov     | 48°39′26″ s. š., 14°10′25″ v. d. |
| Horní Dvořiště                     |         |                                                                                          | 707                       | 1,3        | 1906           | Český Krumlov     | 48°36′41″ s. š., 14°24′25″ v. d. |
| Hořice na Šumavě                   |         | Kategorie „Stations of the Cross in Hořice na Šumavě“ na Wikimedia Commons               | 765                       |            | 1852           | Český Krumlov     | 48°45′34″ s. š., 14°10′35″ v. d. |
| Husinec                            |         | Kategorie „Stations of the Cross in Husinec (Prachatice District)“ na Wikimedia Commons  | 535                       |            | 1870           | Prachatice        | 49°3′28″ s. š., 13°59′9″ v. d.   |
| Chlum u Třeboně                    |         |                                                                                          | 490                       | 0,3        |                | Jindřichův Hradec | 49°1′24″ s. š., 14°41′53″ v. d.  |
| Chotoviny                          |         | Kategorie „Stations of the Cross in Chotoviny“ na Wikimedia Commons                      | 550                       |            | 1808           | Tábor             | 49°28′45″ s. š., 14°40′10″ v. d. |
| Jindřichův Hradec                  |         | Kategorie „Stations of the Cross in Jindřichův Hradec“ na Wikimedia Commons              | 500                       |            | 1693           | Jindřichův Hradec | 49°8′49″ s. š., 14°59′31″ v. d.  |
| Jistebnice                         |         | Kategorie „Stations of the Cross in Jistebnice“ na Wikimedia Commons                     | 630                       | 1          |                | Tábor             | 49°28′41″ s. š., 14°31′6″ v. d.  |
| Klokoty                            |         |                                                                                          | 450                       |            | 1702           | Tábor             | 49°24′52″ s. š., 14°38′43″ v. d. |
| Ktiš                               |         |                                                                                          | 870                       |            | 1874           | Prachatice        | 48°55′20″ s. š., 14°6′58″ v. d.  |
| Lhenice                            |         | Kategorie „Stations of the Cross in Lhenice“ na Wikimedia Commons                        | 625                       | 1,1        | 1868           | Prachatice        | 48°59′ s. š., 14°8′34″ v. d.     |
| Lomec                              |         |                                                                                          | 495                       | 0,2        | 2005           | Strakonice        | 49°5′38″ s. š., 14°11′7″ v. d.   |
| Lutová                             |         |                                                                                          | 470                       |            |                | Jindřichův Hradec | 48°59′30″ s. š., 14°54′32″ v. d. |
| Milejovice                         |         | Kategorie „Dobrá voda (Milejovice)“ na Wikimedia Commons                                 | 605                       | 0,1        | 1891           | Strakonice        | 49°11′7″ s. š., 13°57′21″ v. d.  |
| Mladá Vožice                       |         |                                                                                          | 495                       |            |                | Tábor             | 49°31′56″ s. š., 14°48′45″ v. d. |
| Prachatice                         |         | Kategorie „Stations of the cross in Prachatice“ na Wikimedia Commons                     | 860                       | 2          | 1859           | Prachatice        | 48°59′8″ s. š., 14°0′37″ v. d.   |
| Prachatice (Svatého Petra a Pavla) |         | Kategorie „Svatopetrská stezka (Prachatice)“ na Wikimedia Commons                        | 625                       |            |                | Prachatice        | 49°1′17″ s. š., 14°0′13″ v. d.   |
| Radomyšl                           |         |                                                                                          | 493                       | 0,7        | 1762           | Strakonice        | 49°11′7″ s. š., 13°57′21″ v. d.  |
| Rajchéřov (†)                      |         |                                                                                          | 625                       |            |                | Jindřichův Hradec | 48°57′48″ s. š., 15°12′7″ v. d.  |
| Rožmitál na Šumavě                 |         |                                                                                          | 690                       |            | 1848           | Český Krumlov     | 48°42′5″ s. š., 14°23′39″ v. d.  |
| Římov                              |         | Kategorie „Pašijová cesta (Římov)“ na Wikimedia Commons                                  | 475                       |            | 1658           | České Budějovice  | 48°51′45″ s. š., 14°29′29″ v. d. |
| Slavonice                          |         | Kategorie „Stations of the Cross in Slavonice“ na Wikimedia Commons                      | 550                       |            |                | Jindřichův Hradec | 49°0′15″ s. š., 15°20′30″ v. d.  |
| Soběnov                            |         | Kategorie „Mariánská poutní cesta (Soběnov)“ na Wikimedia Commons                        | 625                       | 0,6        | 1872           | Český Krumlov     | 48°46′2″ s. š., 14°32′51″ v. d.  |
| Stožec                             |         |                                                                                          | 950                       | 3,5        |                | Prachatice        | 48°52′27″ s. š., 13°49′22″ v. d. |
| Strakonice (†)                     |         |                                                                                          | 422                       |            | 18. století    | Strakonice        | 49°15′26″ s. š., 13°53′39″ v. d. |
| Studenec                           |         | Kategorie „Stations of the Cross in Rožmberk nad Vltavou“ na Wikimedia Commons           | 583                       | 0,7        | 1777           | Český Krumlov     | 48°39′39″ s. š., 14°21′36″ v. d. |
| Svatá Maří                         |         | Kategorie „Stations of the Cross in Svatá Maří“ na Wikimedia Commons                     | 905                       | 0,1        | 1935           | Prachatice        | 49°4′22″ s. š., 13°50′54″ v. d.  |
| Vimperk                            |         | Kategorie „Stations of the Cross in Vimperk“ na Wikimedia Commons                        | 763                       | 0,2        | 1884           | Prachatice        | 49°3′29″ s. š., 13°45′59″ v. d.  |
| Vlachovo Březí                     |         | Kategorie „Stations of the Cross in Vlachovo Březí“ na Wikimedia Commons                 | 595                       | 0,3        | 1853           | Prachatice        | 49°5′2″ s. š., 13°57′18″ v. d.   |
| Volary                             |         | Kategorie „Stations of the Cross in Volary“ na Wikimedia Commons                         | 870                       | 0,3        |                | Prachatice        | 48°55′15″ s. š., 13°54′25″ v. d. |
| Vyšší Brod                         |         | Kategorie „Stations of the Cross (Maria Rast am Stein)“ na Wikimedia Commons             | 770                       | 1,4        | 1898           | Český Krumlov     | 48°36′30″ s. š., 14°17′42″ v. d. |
| Soběslav - Svákov                  |         |                                                                                          | 443                       |            | 2017           | Tábor             | 49°15′57″ s. š., 14°41′23″ v. d. |